# استیرامات
استیرامات (انگلیسی: Styramate) یک داروی شل کننده عضلانی و ضد تشنج است که در دوزهای درمانی، اثرات آرام بخش قابل توجهی ایجاد نمی کند.